# Zabłoto
Zabłoto (niem. Sablath, w latach 1939 -1945 Gräbendorf) – wieś w Polsce położona w województwie dolnośląskim, w powiecie średzkim, w gminie Kostomłoty. We wsi Zabłoto znajduje się m.in. kaplica z XIX wieku. Wieś wchodzi w skład parafii Podwyższenia Krzyża Świętego w Kostomłotach.

## Podział administracyjny
W latach 1975–1998 miejscowość administracyjnie należała do województwa wrocławskiego.